# Представништво Републике Српске у Републици Србији
Представништво Републике Српске у Србији је установа Владе Републике Српске са улогом да за интересе и потребе Републике Српске обавља послове на унапређењу економске, научно-техничке, културне, социјалне, информативне, просвјетне, спортске и друге сарадње са субјектима у Републици Србији, укључујући и послове који се односе на спровођење Споразума о успостављању специјалних паралелних односа између Републике Српске и Републике Србије. Основна мисија Представништва је остваривање и развој укупне институционалне и друге сарадње између Републике Српске и Републике Србије. 
Представништва Републике Српске у иностранству раде у оквиру Министарства за европске интеграције и међународну сарадњу Републике Српске а Предсједник Републике Српске својим указом, на приједлог Владе, поставља и опозива шефове представништва.
Шеф представништва у Србији је Млађен Цицовић, а представништво је смјештено на адреси Булевар Деспота Стефана 4/4.

## Историјат
У циљу унапређења односа између Републике Српске и Савезне Републике Југославије у Београду је 1992. године основан је Економски биро Републике Српске, који је 1993. године трансформисан у Биро Републике Српске у Савезној Републици Југославији. 
Биро је обављао послове који су се односили на: унапређење и развијање политичких, економских, културних и других односа са СР Југославијом, као и послове на пружању помоћи избјеглицама, координацији послова у заштити бораца, ратних и мирнодобских војних инвалида и њихових породица, као и цивилних жртава рата.
1996. године Биро се трансформисао у Представништво Републике Српске у СР Југославији.
Одлуком Владе Републике Српске из 2002. године Представништво Републике Српске у СР Југославији добија свој коначан облик и статус. Оснива се Установа за унапређење економске, научно-техничке, културне и спортске сарадње између Републике Српске и СР Југославије. Установа се оснива са циљем да обавља послове за потребе Републике Српске из области економске, научно-техничке, културне, социјалне, информативне, просвјетне, спортске и друге сарадње са субјектима у СР Југославији, као и послове у вези са примјеном Споразума о успостављању специјалних паралелних односа између Републике Српске и СР Југославије. 
У складу са насталим промјенама, 2008. године Представништво усклађује и мијења свој назив у Установа за унапређење економске, научно-техничке, културне и спортске сарадње између Републике Српске и Републике Србије.